# Renzo Ferrari
Renzo Ferrari (* 8. Februar 1939 in Cadro) ist ein Schweizer Maler.

## Leben
Renzo Ferrari erhielt seine Ausbildung in Mailand, wo er die Kunstschule und später die Accademia di Belle Arti di Brera besuchte. Zu seinen Lehrern in Brera gehörten Luigi Santucci, Guido Ballo, Pompeo Borra, Luciano De Vita und Gianfilippo Usellini. Im Jahr 1974 wurde er im Rahmen der 18. regionalen Kunstbiennale der Stadt Mailand mit dem Antonio-Feltrinelli-Preis für Malerei ausgezeichnet. 1990 zeigte die Civica Galleria d’Arte Villa dei Cedri in Bellinzona eine anthologische Ausstellung, die sein Schaffen aus den Jahren zwischen 1970 und 1990 umfasste; 1999 wurde am gleichen Ort der Fondo Ferrari eröffnet.
Das jüngere Schaffen des Künstlers war Gegenstand von Ausstellungen im Museo Epper in Ascona (1993), im Palazzo Sarcinelli in Conegliano (1995 und 1998), im Broletto in Como (2003) und im Museo Civico di Belle Arti in Lugano (2004) sowie von der jüngsten Retrospektive «Renzo Ferrari. Visioni nomadi», die zwischen 2014 und 2015 im Musée d’art et d’histoire in Neuenburg NE und im Museo Cantonale d’Arte in Lugano stattfand. Im Jahr 2009 wurde er für sein Lebenswerk mit dem Morlotti-Preis ausgezeichnet.
Die Werke von Renzo Ferrari befinden sich in öffentlichen Sammlungen (Civica Raccolta Bertarelli und Museo della Permanente in Mailand; Museo Civico di Belle Arti und Museo Cantonale d’Arte in Lugano; Civica Galleria d’Arte Villa dei Cedri in Bellinzona; Centro Studi e Archivio della Comunicazione der Universität Parma) und in Privatsammlungen in der Schweiz und Ausland.

## Auszeichnungen
- Feltrinelli-Preis für Malerei 1974, XVIII. regionale Kunstbiennale der Stadt Mailand
- Morlotti-Preis, für das Lebenswerk, 2009
- Nationaler Preis für Zeichnung, Diomira, 1964.

## Ausstellungen (Auswahl)
- Galerie Bergamini, Mailand 1977.
- Museum Epper, Ascona 1993.
- Museum zu Allerheiligen, Schaffhausen 1995.
- «Renzo Ferrari. Visioni Nomadi.» Mai–August 2015; LAC, Lugano und Lausanne. Kuratiert von A. und C. Nessi Sonderegger.
- «Renzo Ferrari. Le carte e i giorni. formats a confronto. 1958–2016.» Juli 2016; Fondazione Stelline, Mailand. Kuratiert von Elena Pontiggia, Mario Botta, Vito Noto.

## Öffentliche Sammlungen
- Städtische Graphiksammlung Achille Bertarelli
- Museum der Permanente, Mailand
- MASI Lugano
- Städtische Kunstgalerie Villa dei Cedri, Bellinzona
- Studienzentrum und Kommunikationsarchiv der Universität von Parma.